# Coleocephalocereus decumbens
Coleocephalocereus decumbens es una especie de planta suculenta perteneciente al género Coleocephalocereus, dentro de la familia Cactaceae. Es endémica del sudeste de Brasil.

## Descripción
Coleocephalocereus decumbens es una especie de cactus columnar rastrero con los extremos erectos hacia arriba. Es de color verde oscuro, se ramifica desde la base y puede llegar a medir hasta 3 m de largo y de 3,5 a 7 cm de diámetro. 
Presenta entre 5 y 13 costillas ligeramente divididas en jorobas, sobre las que se asientan las areolas. En ellas se distingue 1 única espina central de color marrón amarillento. También tienen hasta 8 espinas radiales de color amarillo grisáceo o rojizo, flexibles y de hasta 3 cm de largo. 
Las flores son nocturnas, de color blanquecino a rosa pálido y miden hasta 7 cm de largo. Nacen en una estructura lanosa llamada cefalio que aparece lateralmente. Mide 5 cm de ancho y hasta 1 m de largo y está formado por gruesos mechones de lana blanca densa con numerosas espinas finas.
Los frutos son de color púrpura brillante, tienen forma de maza y miden de 2 a 3 cm de largo.

## Distribución y hábitat
El área de distribución nativa de esta especie es el sudeste de Brasil (concretamente en el noreste del estado de Minas Gerais) y crece principalmente en el bioma tropical estacionalmente seco.

## Taxonomía
Coleocephalocereus decumbens fue descrita por el botánico alemán Friedrich Ritter y publicada por primera vez en la revista ilustrada Kakteen und andere Sukkulenten 19: 160 en el año 1968.
Etimología
- Coleocephalocereus: nombre genérico que proviene de las palabras griegas koleos (que significa "vaina"), y cephalé (que significa "cabeza", en alusión a la estructura lanosa llamada cefalio donde nacen sus flores), y de la palabra latina cereus (que se traduce como "vela" o "cirio"), haciendo alusión a su forma alargada perfectamente recta. También puede hacer referencia al género Cereus, por lo que se traduciría como "cereus con cabeza o cefalio en forma de vaina".
- decumbens: epíteto específico latíno que significa "que se acuesta", haciendo referencia a la forma acostada de los tallos debido a su peso, pero con los extremos erguidos hacia arriba.[5]

## Usos
Se cultiva principalmente como planta ornamental y su propagación se realiza a través de esquejes o semillas.